# Wytyczne techniczne K-1.10
Wytyczne techniczne K-1.10 lub K-1.1(SIT) – zbiór geodezyjnych zasad technicznych dotyczących sposobu podziału tematycznego i geometrycznego treści podstawowej mapy kraju w Polsce sygnowany przez Głównego Geodetę Kraju jako "System Informacji o Terenie. Podział treści podstawowej mapy kraju. Wytyczne techniczne K-1.1". Jedynym wydaniem wytycznych jest wydanie pierwsze z 1996 roku. Wytyczne stanowią uzupełnienie instrukcji technicznej K-1 będącej do 8 czerwca 2012 standardem technicznym w geodezji.

## Zasady techniczne
Wytyczne określają zasady podziału tematycznego i geometrycznego treści podstawowej mapy kraju, a elementami podziału są grupy tematyczne określone mianem warstw, których jest 34. Warstwy dzielą się na podwarstwy. Zgodnie z tymi wytycznymi elementy podziału treści mapy oznacza się symbolem pięcioliterowym, z czego trzy pierwsze litery oznaczają warstwę, natomiast kolejne dwie podwarstwę. 
Sposób podziału treści mapy numerycznej na warstwy jest obowiązującym standardem i uwzględnia podział treści na części:
- warstwy obligatoryjne – możliwe do utrzymania w stanie aktualnym przez państwową służbę geodezyjną i kartograficzną, na mocy innych przepisów prawnych
- warstwy fakultatywne – niepodlegające obowiązkowi aktualizacji lub aktualizowaną na zamówienie

Podwarstwy rozróżnia się ze względów technicznych w dwóch zakresach:
- kategorii danych
- uszczegółowienia wynikającego z rozwiązań indywidualnych i warunków lokalnych.